# Casa Marquès (la Vall de Boí)
La Casa Marquès és una casa de Durro al municipi de la Vall de Boí (Alta Ribagorça) inclosa a l'Inventari del Patrimoni Arquitectònic de Catalunya.

## Descripció
Unitat tipològica formada de casa, paller, cobert i era de caràcter familiar i residencial.
L'habitatge s'estructura en tres pisos amb obertures bastant petites. El cobert i el paller (darrere la casa) presenten llucana el primer i el segon és també de pedra amb coberta de pissarra, cadascuna de les parets forma un tot unitari que envolta l'era.